# Véronique van den Engh
Véronique Leenders-van den Engh ('s-Hertogenbosch, 16 januari 1962) is een Nederlands organiste en componiste.

## Biografie

### Jeugd en studie
Véronique van den Engh werd geboren in 's-Hertogenbosch en groeide op in een katholiek gezin. Ze nam op zevenjarige leeftijd haar eerste pianolessen. Ze kreeg op haar veertiende les van haar oom Aat Broersen. Nadat ze de haar gymnasium b aan het Jeroen Bosch College had afgerond bezocht ze het Brabants Conservatorium in Tilburg. Ze kreeg hier les van Maurice Pirenne en studeerde tevens koordirectie bij Cees Rotteveel, waarvoor zij in 1988 afstudeerde. In 1989 behaalde ze haar diploma Docerend Musicus en het jaar daarop Uitvoerend Musicus.

### Loopbaan
Van den Engh was na haar studie werkzaam als docente bij de Schola Cantorum van de Sint-Janskathedraal in Den Bosch en was daar van 1974 tot 2008 sopraan. Op 1 februari 2008 werd zij hier benoemd tot vaste organiste als opvolgster van Maurice Pirenne die in datzelfde jaar overleed. Ook schrijft ze op bestaande teksten van o.a. Lea Smulders en kinderliederen onder de naam De nacht van Rinkeldeking. Daarnaast heeft ze enkele cd's uitgebracht met orgelmuziek. In 2016 werkte ze mee aan het boek Het groot orgel van de Sint-Janskathedraal, De Nachtwacht van ’s-Hertogenbosch. In 2018 maakte ze een compositie voor het tijdschrift Muziek & Liturgie.
Ze is naast haar werk als organiste ook bestuurslid van de Stichting Orgelkring "Hendrik Niehoff" en de Stichting Maurice Pirenne.

### Privé
Véronique van den Engh is getrouwd en heeft twee kinderen.

## Discografie
- (2014) Imposant
- (2015) Allure
- (2017) Illuster